# Czyżów (Busko)
Czyżów [pronunciación en polaco: /ˈt͡ʂɨʐuf/] es un pueblo ubicado en el distrito administrativo de Gmina Stopnica, dentro del Condado de Busko, Voivodato de Świętokrzyskie, en el sur de Polonia central. Se encuentra aproximadamente a 6 kilómetros al noreste de Stopnica, a 20 kilómetros al este de Busko-Zdrój, y a 53 kilómetros al sureste de la capital regional Kielce.
El pueblo tiene una población aproximada de 430 habitantes.